# Marie-Laure de Noray
Marie-Laure de Noray-Dardenne, est une sociologue et écrivaine française née le 7 décembre 1964, à Versailles.

## Biographie
Sociologue et écrivain, Marie-Laure Jouslin de Pisseloup de Noray-Dardenne puise ses thèmes de recherche et son inspiration en Afrique.
Auteure de livres documentaires, d'albums jeunesse et de fictions, elle a également publié sous les noms de plume Marie Dardenne et Maloka, et a collaboré à diverses revues : Tapama n°3 1998 ; Animan nov 1999 et août 2000 ;  DS décembre 2000. 
Elle réside à Montpellier et anime des conférences et des ateliers d'écriture en France et en Afrique Bamako ; elle collabore régulièrement avec le photographe Gilles Coulon. En tant que sociologue, elle exerce en free-lance auprès d'organismes de solidarité internationale et d'aide au développement durable, en effectuant des missions de terrain en particulier en Afrique de l'Ouest et centrale.

## Œuvres
- Bamako, là. Editions Yovana, collection Romans situés, 253 p., déc. 2017
- (nouvelle) Pignons sur plage, in Nouvelles du travail, ARACT, 2014
- L'Odyssée d'Houmarou, l'Homère africain (roman jeunesse) Editions Grandvaux, 113 p., 2011
- Le Livre des Imraguen : pêcheurs du banc d'Arguin en Mauritanie, Buchet-Chastel, 2006
- Waza Logone, Histoires d’eaux et d’hommes – Sous-titre : Vivre dans la plaine inondable de Waza Logone, au Cameroun. Photos : élèves des collèges de la plaine de Waza Logone. Direction et édition : UICN – Union internationale de conservation de la nature,  128 p., 2002 (version intégrale consultable librement en ligne)
- Delta : vivre et travailler dans le delta intérieur du fleuve Niger au Mali,  Auteur photo : Gilles Coulon ; dir. scientifique : Didier Orange (projet GIHREX- IRD) Coédition Donniya/IRD, Paris, Bamako, 2000
- Mali Mélo : carnet d'un voyage au Mali (co-auteure pour la partie 'Portraits de rue') Editions Glénat, 2000
- Avoir 20 ans à Bamako, Auteur photo : Gilles Coulon ; éd. Alternatives, Coll. ‘Avoir 20 ans à…’ en partenariat avec la FPH, Paris, 1999
- On ne ramasse pas une pierre avec un seul doigt (coord. d'une série de textes sur les organisations sociales et culturelles locales au Mali), FPH-Joliba, 177p., 1996

### Nouvelles
- Pignons sur plage, in Nouvelles du travail, ARACT, 2014   http://fr.calameo.com/read/000088155b4003f720493 (p. 133-135)
- Le choix d'Ibrahima, in Nouvelles du travail, ARACT, (3eme prix du jury), 2010  http://fr.calameo.com/read/000088155aa4e1e03a86e (p. 25-28)
- Le sablier, Mai 68, échos du Languedoc, éditions Cap Béar, recueil collectif Autour des Auteurs, pseudo auteure : Marie Dardenne, 2008

### Articles scientifiques
- L’organisation humaine dans le Delta intérieur du fleuve Niger au Mali : Quand la crue fait la loi (VERTIGO, revue électronique des sciences de l’environnement. Vol. 4 n° 3. janv. 2004
- Entre chercheurs et exploitants : les agents intermédiaires de recherche – Cas du Delta intérieur du fleuve Niger Gestion intégrée des ressources naturelles en zones inondables tropicales, mars 2003, dans la collection Colloques et Séminaires, éditions IRD, Paris, 2003, p. 131-146.
- L’aide extérieure au Mali vue par des agents de développement maliens  AUTREPART (éditions IRD – éditions de l'Aube), n°13, intitulé "Survivre grâce à… Réussir malgré l'Aide", numéro dirigé par B. Lecomte et D. Naudet. Paris, mars 2000, p. 109 à 125.
- «Mali : du kotéba traditionnel au théâtre utile», Politique africaine, n°66, septembre 1997, p.134 à 139.

### Sous pseudonyme
- Bamako, là, Punctum Editions, pseudo auteure : Marie Dardenne, 2006
- Les aventures de Tidiane et Djénéba (4 petits albums), éditions Donniya-Jeunesse, Bamako, illustration Karim Diallo, pseudo auteure : Maloka, 1998-99
- Les aventures véridiques de Fitini, éditions Donniya-Jeunesse, Bamakocommande de l’association Spana), pseudo auteure : Ina Keita, 1999